# Challis (Idaho)
Challis település az Amerikai Egyesült Államok Idaho államában, Custer megyében, melynek megyeszékhelye is. Lakosainak száma 902 fő (2020. április 1.).

## Népesség
A település népességének változása:

| 2010 | 1 081 |
| 2020 | 902   |